# Serie B (pallapugno)
La Serie B di pallapugno è la seconda più importante categoria del campionato italiano di pallapugno. Raccoglie 11 squadre ed è organizzata e diretta dalla FIPAP. La Serie B, oltre ad assegnare lo scudetto di categoria, decide le squadre destinate alla Serie A, che attualmente è una, e le due relegate in Serie C1.
Dal 2012 le partecipanti prendono parte a un torneo a loro riservato, la Coppa Italia di Serie B, in base ai meriti sportivi ottenuti durante l'annata, mentre in precedenza erano iscritte alla competizione insieme alle formazioni di Serie A.

## Regolamento
La Serie B si compone di tre fasi:
- la prima fase, in cui le 12 partecipanti si sfidano in un girone all'italiana di 22 giornate tra andata e ritorno. Le prime sei classificate accedono ai play-off e le ultime sei classificate ai play-out. In questa fase le vittorie valgono 1 punto.
- la seconda fase, che comprende i play-off in cui le prime tre classificate accedono in semifinale mentre ultime tre accedono agli spareggi play-off e i play-out dove la prima classificata accede agli spareggi play-off e le ultime ue classificate sono retrocesse in Serie C1. In questa fase le vittorie valgono 2 punti.
- la fase finale, composta dagli spareggi play-off dove si decreterà l'ultima semifinalista e le semifinali e la finale scudetto dove si decreterà la vincitrice dello scudetto.

## Albo d'oro
| Anno | Squadra        | Città                  | Battitore          |
| ---- | -------------- | ---------------------- | ------------------ |
| 1949 | Albese         | Alba                   |                    |
| 1950 |                |                        |                    |
| 1951 |                |                        |                    |
| 1952 |                |                        |                    |
| 1953 | Benese         | Bene Vagienna          |                    |
| 1954 |                |                        |                    |
| 1955 |                |                        |                    |
| 1956 |                |                        |                    |
| 1957 |                |                        |                    |
| 1958 |                |                        |                    |
| 1959 |                |                        |                    |
| 1960 |                |                        |                    |
| 1961 |                |                        |                    |
| 1962 |                |                        |                    |
| 1963 | Albese         | Alba                   |                    |
| 1964 |                |                        |                    |
| 1965 |                |                        |                    |
| 1966 | Don Dagnino    | Andora                 |                    |
| 1967 | Don Dagnino    | Andora                 | Muraglia           |
| 1968 | Albese         | Alba                   |                    |
| 1969 |                |                        |                    |
| 1970 |                |                        |                    |
| 1971 |                |                        |                    |
| 1972 |                |                        |                    |
| 1973 |                |                        |                    |
| 1974 |                |                        |                    |
| 1975 |                |                        |                    |
| 1976 |                |                        |                    |
| 1977 |                |                        |                    |
| 1978 | Don Dagnino    | Andora                 | Riccardo Aicardi   |
| 1979 |                |                        |                    |
| 1980 | Albese         | Alba                   |                    |
| 1981 | Merlese        | Mondovì                | Livio Tonello      |
| 1982 |                |                        |                    |
| 1983 |                |                        |                    |
| 1984 | Sanstefanese   | Santo Stefano Belbo    | Grasso             |
| 1985 | Torino         | Torino                 | Aschiero           |
| 1986 |                |                        | Stefano Dogliotti  |
| 1987 | Monferrina     | Vignale Monferrato     | Giorgio Vacchetto  |
| 1988 |                |                        |                    |
| 1989 |                |                        |                    |
| 1990 |                |                        |                    |
| 1991 |                |                        |                    |
| 1992 | Doglianese     | Dogliani               | Giorgio Vacchetto  |
| 1993 |                |                        |                    |
| 1994 | Doglianese     | Dogliani               |                    |
| 1995 |                |                        |                    |
| 1996 | Monticellese   | Monticello d'Alba      | Giorgio Vacchetto  |
| 1997 |                |                        |                    |
| 1998 |                |                        |                    |
| 1999 |                |                        |                    |
| 2000 | Pro Paschese   | Madonna del Pasco      | Alessandro Bessone |
| 2001 | Ricca          | Ricca di Diano d'Alba  | Gianluca Isoardi   |
| 2002 | Canalese       | Canale                 | Oscar Giribaldi    |
| 2003 | Augusta Benese | Bene Vagienna          | Luca Galliano      |
| 2004 | Canalese       | Canale                 | Oscar Giribaldi    |
| 2005 | Taggese        | Taggia                 | Ivan Orizio        |
| 2006 | Ceva           | Ceva                   | Alessandro Simondi |
| 2007 | Pievese        | Pieve di Teco          | Daniel Giordano    |
| 2008 | Subalcuneo     | Cuneo                  | Riccardo Molinari  |
| 2009 | Don Dagnino    | Andora                 | Matteo Levratto    |
| 2010 | Albese         | Alba                   | Massimo Vacchetto  |
| 2011 | Augusto Manzo  | Santo Stefano Belbo    | Massimo Marcarino  |
| 2012 | Pro Spigno     | Spigno Monferrato      | Enrico Parussa     |
| 2013 | Castagnolese   | Castagnole delle Lanze | Nicholas Burdizzo  |
| 2014 | Canalese       | Canale                 | Davide Dutto       |
| 2015 | San Biagio     | San Biagio (Mondovì)   | Andrea Pettavino   |
| 2016 | Canalese       | Canale                 | Cristian Gatto     |
| 2017 | Neivese        | Neive                  | Davide Barroero    |
| 2018 | Albese         | Alba                   | Cristian Gatto     |
| 2019 | Monticellese   | Monticello d'Alba      | Marco Battaglino   |
| 2021 | S.P.E.B.       | San Rocco di Bernezzo  | Andrea Daziano     |
| 2022 | Ceva           | Ceva                   | Matteo Levratto    |
| 2023 | Alta Langa     | San Benedetto Belbo    | Fabio Gatti        |
| 2024 | Neivese        | Neive                  | Giovanni Voglino   |